# Minna Turunen
Minna Turunen (* 22. April 1969 in Lahti) ist eine finnische Schauspielerin.

## Leben und Karriere
Turunen wurde am 22. April 1969 in Lahti geboren. Sie studierte an der Theaterakademie Helsinki. Ihr Sohn ist der Schauspieler und Fernsehmoderator Roope Salminen.
Ihr Debüt gab sie 1989 in dem Film Kotia päin. Von 1990 bis 1991 war sie in Ruusun aika zu sehen. Anschließend spielte sie 1999 in dem Film Lapin kullan kimallus mit. Zwischen 2001 und 2002 arbeitete Turunen auch als Radiomoderatorin bei Kiss FM, wurde jedoch im Januar 2002 entlassen. Außerdem setzte sie 2004 ihre Karriere in Vares - Yksityisetsivä fort. Unter anderem bekam sie 2006 in der Serie Mogadishu Avenue eine Hauptrolle. 2007 trat Turunen in Salatut elämät auf.

## Filmografie
Filme
- 1989: Kotia päin
- 1993: Romanovin kivet
- 1994: Esa ja Vesa - auringonlaskun ratsastajat
- 1999: Lapin kullan kimallus
- 2001: Ken tulta pyytää
- 2004: Vares - Yksityisetsivä

Serien
- 1990–1991: Ruusun aika
- 1992: Kuudesti laukeava
- 1995: Rapman
- 1995: Takaisin kotiin
- 1998: Tuliportaat
- 2003: Haluatko filmitähdeksi?
- 2006: Mogadishu Avenue
- 2007: Salatut elämät